# Симоносеки
Симоносе́ки (яп. 下関市 Симоносэки-си) — центральный город Японии на юго-западной оконечности острова Хонсю, самый крупный город префектуры Ямагути. Площадь города составляет 716,17 км², население — 271 072 человека (1 августа 2014), плотность населения — 378,50 чел./км².

## История
До середины XIX  века Симоносеки выполняли роль центра провинции Нагато. Город издавна имел тесные связи с севером соседнего острова Кюсю. Район порта Симоносеки называли Акамагасеки (яп. 赤間関) или Бакан (яп. 馬関). В 1889 году этот порт был преобразован в город Акамагасеки, который в 1902 переименовали на Симоносеки. В феврале 2005 года это город расширился путём поглощения соседних населенных пунктов уезда Тоёура.
Симоносеки славится на всю Японию своей историей. В 1185 году в его пригородных водах состоялась крупная битва при Данноура. Она завершила продолжительную войну между японскими самурайскими родами Тайра и Минамото и закрепила господство Камакурского сёгуната в Японии на последующие 150 лет. Битва при Данноура воспета в «Повести о доме Тайра», шедевре японской классической литературы, а один из его участников, Минамото-но Ёсицунэ, считается японским национальным героем.
С Симоносеки также связан легендарный поединок, который произошел в 1612 году на необитаемом острове Ганрюдзима между японскими фехтовальщиками Миямото Мусаси и Сасаки Кодзиро. Этот остров, который сегодня является частью города, привлекает поклонников боевых искусств как из Японии, так и всего мира. Тема этого поединка остаётся одной из самых популярных в японской литературе, кино, манга и аниме
В период Эдо (1603—1867) территория Симоносеки принадлежала самурайскому роду Мори — одному из ведущих участников реставрации Мэйдзи в XIX веке. Эта реставрация положила начало японской модернизации и превращению Японии в одну из стран-лидеров XX века.

Панорама Симоносеки

1863-1864 произошли Бои за Симоносеки между княжеством Тёсю и коалицией четырёх западных государств — Великобритании, Франции, Голландии и США.
В 1895 году Симоносеки стали местом подписания мирного договора между Японской империей и китайской империей Цин. Он завершил японо-китайскую войну 1894—1895 годов и, усилив позиции японского государства на международной арене, предотвратил колонизацию Японии странами Европы и США.
В Симоносеки родилось немало известных японцев — актёр Мацуда Юсаку, писательница Хаяси Фумико и другие.

## Города-побратимы

### За пределами Японии
- Сантус, Бразилия, с 1971
- Стамбул, Турция, с 1972
- Пусан, Южная Корея, с 1976
- Циндао, КНР, с 1979
- Питтсбург[англ.] в округе Контра-Коста, штат Калифорния, США, с 1998

### Внутри Японии
- Кикугава (префектура Сидзуока)